# 全國女童日
全國女童日（英語：National Girl Child Day）是一個印度節日，於每年1月24日舉行。該活動由印度婦女和兒童發展部及政府於2008年發起，旨在提高公眾對印度社會中女童所面臨的不平等問題的意識。這天的慶祝活動包括各種有組織的活動，其中包括有關拯救女童、兒童性別比率以及為女童創造健康安全環境的宣傳活動。

## 目標
- 提高人們對國內女童所面臨的不平等問題的意識[6]
- 提高對女童權利的意識
- 提高對女性教育（英语：Female education）、健康和營養重要性的意識[7]

## 外部連結
- Vikaspedia（英语：Vikaspedia）上有关National Girl Child Day （页面存档备份，存于）的页面